# Code 77
Pour plus de détails, voir Fiche technique et Distribution.
 Code 77 est un film britannique réalisé par Brad Watson sorti en 2009.

## Synopsis
À Londres, dans un petit appartement, trois pirates informatiques tentent de se connecter au serveur informatique du Vatican pour déverrouiller un code qui permet de lire la bible en quatre dimensions. La quatrième dimension leur permettrait de prédire l'avenir. De multiples évènements apparemment sans grande importance indiquent qu'ils ont libéré une force surnaturelle meurtrière. Auraient-ils déclenché un processus de fin du monde ?

## Fiche technique
- Titre : Code 77
- Titre original : Beacon 77
- Réalisateur : Brad Watson
- Scénariste : Brad Watson / Darren Mills
- Producteurs : Janice de la Mare / George Georgiou / Gary Phillips / Mark Vennis / Brad Watson
- Production : Revolt Films Production
- Distributions : Recidive SAS / Movie Home Entertainement / Three Line Pictures / Accent Film Entertainement / Justy / KNM Home Entertainement
- Directeur Photo : Tim Wooster
- Musique : Marc Teitler
- Montage : Brad Watson
- Costumes : Rebecca Gore
- Effets spéciaux : Filmic Media Ltd / Quirios Entertainement
- Année de sortie : 2009
- Durée : 91 minutes
- Genre : thriller

## Distribution
- Kelly Adams : Sarah
- Jonathan Rhodes : Declan
- Lucy Evans : Zoé
- Calita Rainford : Kendra
- David Horton : Malcolm
- Cathy Murphy : Bag Lady
- George Nicolas : le prédicateur
- Kris Tyler : un étudiant
- Simon Thomas : l'étudiant agressif
- Philip Gawthorne : le policier
- Kevin Lehane : l'homme bien habillé
- Saqueeb Butt : le magasinier
- Tara Young : une journaliste
- Micheal Kleinburg : un journaliste
- Hayley Stanford : une journaliste
- Rebecca Venables : une journaliste
- Joseph Barnes : un étudiant à l'interphone
- Toby Asherheim : un étudiant à l'interphone
- David T. Lynch : un agresseur
- Tom Brown : un agresseur
- Thomas Hooke : un agresseur
- Jim O'Brien : le vieil homme
- Vivienne Harvey : la voix